# برنيس كروس
برنيس كروس (بالإنجليزية: Bernice Cross)‏ هي رسامة أمريكية، ولدت في 1912 في آيوا سيتي في الولايات المتحدة، وتوفيت في 1996 في واشنطن العاصمة في الولايات المتحدة.